# Amstel (Fluss)

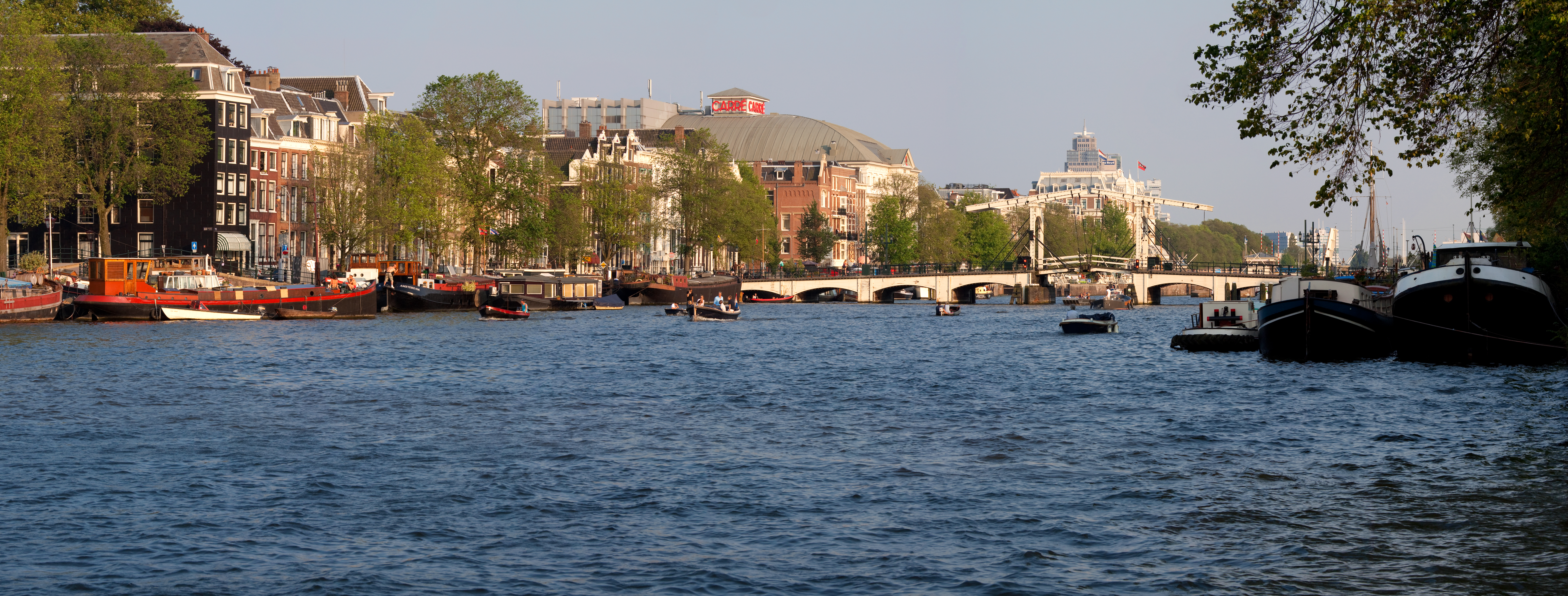
Die Amstel in Amsterdam, im Hintergrund die Magere Brug

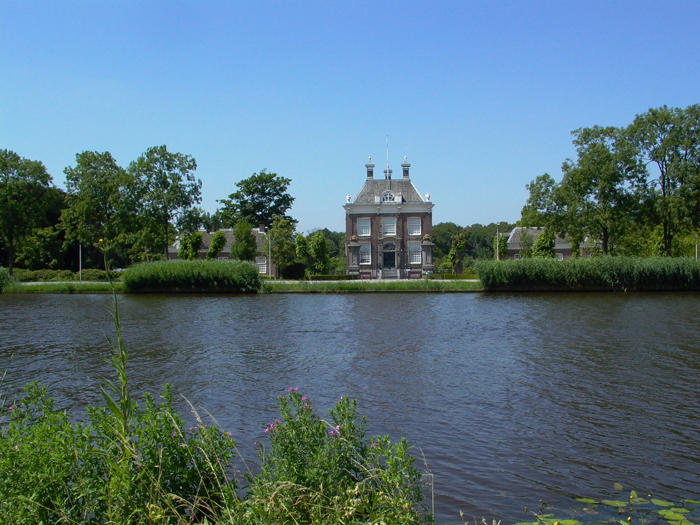
Haus Oostermeer an der Amstel

Die Amstel (Aeme-stelle, altholländische Bezeichnung für bewässertes Gebiet) ist ein 31 Kilometer langer, kanalisierter Fluss im Süden von Nordholland. Das Gebiet entlang der Amstel wird als Amstelland bezeichnet.

## Geschichte
Im Mittelalter wurde vom Fluss ausgehend das Moorgebiet (niederländisch: veen) trockengelegt. Das Gebiet wurde landwirtschaftlich genutzt, später auch Torf abgebaut, der als Brennstoff diente. Dadurch entstand Anfang des 13. Jahrhunderts in diesem Moorgebiet westlich von Ouderkerk die Moorarbeitersiedlung Amstelveen.
Durch den Bau eines Damms im 13. Jahrhundert in der Flussmündung im nördlichen Teil von Nieuwer-Amstel entstand das Fischerdorf Amstelredam, das am 27. Oktober 1275 erstmals urkundlich erwähnt wurde und nach der Eingliederung in die Grafschaft Holland 1317 auch Stadtrechte erhielt. Durch die vorteilhafte Lage an der Zuiderzee, den Anschluss an Deutschland und weiter nach Skandinavien und wegen der Flussverbindung nach Dordrecht und Antwerpen entwickelte sich Amsterdam zu einer bedeutenden Handelsstadt.
Ursprünglich mündete die Amstel, vorbei an Rokin und Damrak, im IJ. Heute liegt die Mündung in der Innenstadt am Muntplein. Der letzte Straßenteil links der Amstel heißt gleichfalls Amstel. Durch die kurze Gracht Rokin und durch Rohrleitungen unter dem zugeschütteten Teil des Rokin, unter dem Dam und unter respektive durch den Damrak und die Open Havenfront fließt die Amstel heute ins IJ. Das Wasser der Amstel wird jedoch überwiegend ab Höhe Muntplein über das Grachtensystem abgeführt.
Im 17. und 18. Jahrhundert entstanden längs der Amstel viele Wohnsitze reicher Bürger. Die meisten davon bestehen allerdings nicht mehr. Am Amsteldeich stehen noch die Häuser Oostermeer und Westeramstel.

## Verlauf der Amstel
Ursprünglich entstand die Amstel aus dem Zusammenfluss der Drecht und der Kromme Mijdrecht südlich von Uithoorn. Durch die Kanalisierung und den Bau des Amstel-Drechtkanals ist der alte Verlauf nicht mehr gut erkennbar. Ein Teil der ehemaligen Amstel gehört heute zum Amstel-Drechtkanal, der am Zusammenfluss der Drecht und des Aarkanals bei Nieuwveen beginnt und bis nach Ouderkerk aan de Amstel, wo der Bullewijk mündet. Insgesamt ist die Amstel mit Kanal 31 Kilometer lang.
Während des heißen Sommers 2003 wurde die Fließrichtung der Amstel umgekehrt, um das Groene Hart ausreichend mit Wasser zu versorgen.

## Brücken über die Amstel
Mehrere bekannte Brücken führen in Amsterdam über die Amstel.
- Blauwbrug
- Magere Brug
- Hogesluis
- Torontobrug
- Nieuwe Amstelbrug (Ceintuurbaanbrug)
- Berlagebrug
- Utrechtsebrug
- Rozenoordbrug